# Mufasa: Vua sư tử
Mufasa: Vua sư tử là bộ phim chính kịch nhạc kịch được đạo diễn bởi Barry Jenkins với kịch bản được chấp bút Jeff Nathanson, do Walt Disney Pictures và Pastel Productions sản xuất. Đây sẽ là một bộ phim tiền truyện live-action theo phong cách chủ nghĩa mô phỏng ảnh chụp CGI tương tự như phiên bản năm 2019 và phần phim gốc năm 1994, Vua sư tử. Phim sẽ có sự tham gia trở lại của Seth Rogen, Billy Eichner và John Kani trong các vai diễn cũ từ phần phim trước bên cạnh sự xuất hiện mới của Aaron Pierre và Kelvin Harrison Jr., lần lượt trong các vai là phiên bản trẻ của Vua Mufasa và người em trai nhỏ của anh là Scar.

## Lồng tiếng
- Aaron Pierre lồng tiếng vai Mufasa
- Kelvin Harrison Jr. lồng tiếng vai Scar
- Seth Rogen lồng tiếng vai Pumbaa
- Billy Eichner lồng tiếng vai Timon
- John Kani lồng tiếng vai Rafiki